# Generaldirektion Mobilität und Verkehr
Die Generaldirektion Mobilität und Verkehr (GD MOVE) ist eine Generaldirektion der Europäischen Kommission. Sie ist dem Kommissar für Verkehr Apostolis Tzitzikostas zugeordnet. Generaldirektorin ist seit 1. August 2023 Magda Kopczyńska als Nachfolgerin von Henrik Hololei.

## Geschichte
Die Generaldirektion entstand am 17. Februar 2010, durch Aufteilung der Generaldirektion Energie und Verkehr in die Generaldirektionen Energie sowie Mobilität und Verkehr.

## Aufgaben
GD MOVE ist unter anderem für die Transeuropäische Netze und den Single European Sky zuständig.

## Direktionen
- Direktion A (Koordinierung der Politik)
- Direktion B (Investitionen, innovativer & nachhaltiger Verkehr)
- Direktion C (Land)
- Direktion D (Wasser)
- Direktion E (Luftfahrt)
- Gemeinsame Direktion mit der Generaldirektion Energie (Verwaltungsdienstleistungen)

## Agenturen
- European Maritime Safety Agency
- Single European Sky ATM Research Programme
- Europäische Agentur für Flugsicherheit
- Europäische Eisenbahnagentur
- Exekutivagentur für Innovation und Netze
- Shift2Rail Joint Undertaking